# Complemento preposicional
En gramática española se denomina complemento preposicional a la función sintáctica que consiste en añadir un incremento al núcleo de un sintagma cualquiera cuando ese incremento es un sintagma preposicional, esto es, un sintagma nominal precedido de preposición: "Libro de historia". Algunas lenguas carecen de complementos preposicionales porque en lugar de preposiciones utilizan posposiciones (y así en esas lenguas existen complementos posposicionales análogos a los complementos preposicionales).
Un complemento preposicional complementa o concreta una información anterior demasiado general e imprecisa; para denominar esa función sintáctica se suele aclarar después la clase de palabra de la que se es complemento. Por ejemplo en español un complemento preposicional puede ser de alguno de los siguientes tipos:
- Complemento preposicional del sustantivo o nombre, o del pronombre, más conocido como complemento del nombre: "Pato a la naranja". "Agua de grifo". "Agua con gas". "Agua a presión."
- Complemento preposicional de la interjección: "¡Ay de mí!"
- Complemento preposicional del adjetivo: "Corto de entendederas"
- Complemento preposicional del adverbio: "Cerca de aquí"

Los complementos preposicionales del verbo tienen todos una denominación más específica: complemento agente, suplemento o complemento de régimen, por ejemplo; otros complementos pueden llevar o no preposición en función de selecciones semánticas y sintácticas concretas; por ejemplo, en español el objeto directo que es persona o cosa personificada lleva la preposición a: "Golpeó a su oponente", pero si es cosa no la lleva: "Golpeó la nevera".
- Datos: Q5780027